# Persenbeug-Gottsdorf

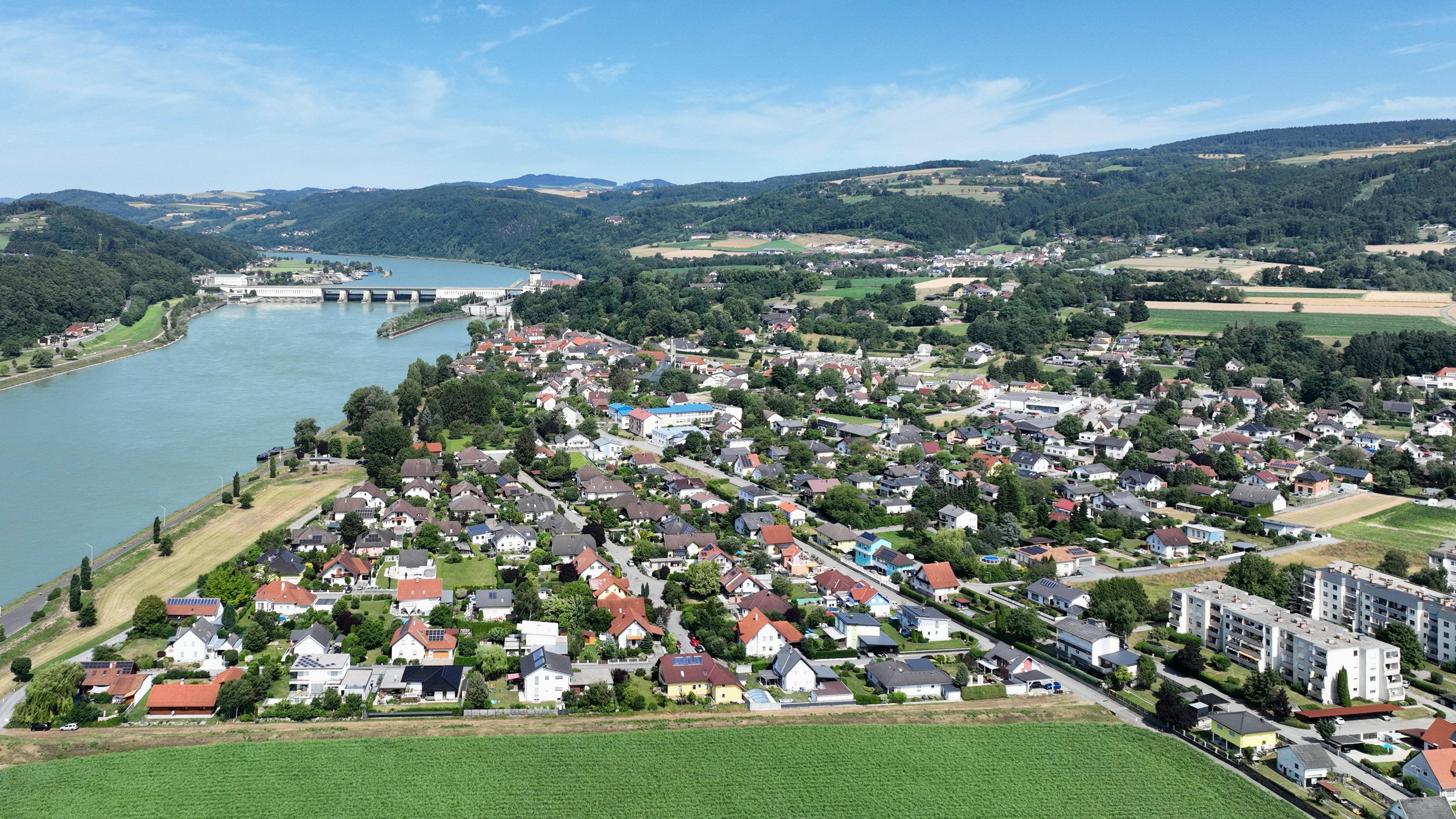
Ort Persenbeug von Südost; links hinten Kraftwerk Ybbs-Persenbeug donauaufwärts gesehen (2023)

Persenbeug-Gottsdorf ist eine Marktgemeinde mit 2152 Einwohnern (Stand 1. Jänner 2025) im Bezirk Melk in Niederösterreich. Sie liegt am linken Ufer der Donau auf einer Höhe von 222 m ü. A.

## Geografie
Der Name des Ortes bedeutet „Bösen Beuge“ und leitet sich von den (vor dem Aufstau durch das Kraftwerk) gefährlichen Felsen und Wasserwirbeln im Strudengau und der Donauschlinge bei Ybbs ab.
Bis 1968 waren Persenbeug und Gottsdorf eigene Gemeinden.

### Gemeindegliederung
Das Gemeindegebiet umfasst folgende fünf Ortsteile (in Klammern Einwohnerzahl Stand 1. Jänner 2025):
- Gottsdorf (716)
- Hagsdorf (89)
- Metzling (72)
- Loja (6)
- Persenbeug (1269)

Die Marktgemeinde besteht aus den Katastralgemeinden Persenbeug, Gottsdorf und Hagsdorf. Die aktuelle Einwohnerzahl bezieht sich ausschließlich auf die Hauptwohnsitzer. Mit Stand 1. Jänner 2024 werden laut Statistik Austria zudem 535 Nebenwohnsitzer angeführt.
Seit dem Jahr 2002 bildet das Zentrale Melderegister (ZMR) die Datengrundlage für die Erfassung des Bevölkerungsstandes in Österreich. Im Zentralen Melderegister sind neben Hauptwohnsitzmeldungen, die für die Bestimmung der Bevölkerungszahl ausschlaggebend sind, auch weitere Wohnsitze (sogenannte "Nebenwohnsitze") registriert. Die Auszählung der Nebenwohnsitzfälle erfolgt allerdings – im Gegensatz zur Bestimmung des Bevölkerungsstandes – nicht nach bevölkerungsstatistischen Kriterien, d. h. ohne Berücksichtigung einer Mindestmeldedauer.

### Nachbargemeinden
| Hofamt Priel |                                             | Marbach an der Donau |
|              | Kompassrose, die auf Nachbargemeinden zeigt | Krummnußbaum         |
|              | Ybbs an der Donau                           |                      |

## Geschichte
Die Geschichte der Gemeinde hängt eng mit der Lage an einer schwierigen Stelle für die Schifffahrt an der Donau zusammen.
Das Wahrzeichen der Gemeinde, das Schloss Persenbeug, wurde erstmals 883 als ad Biugin urkundlich erwähnt. Es war im Besitz der bayrischen Grafen von Ebersberg, im Jahr 970 wird Otker de Persinpiugin als Besitzer genannt. 1045 trifft sich König Heinrich III. mit geistlichen und weltlichen Würdenträgern im Schloss zu Erbverhandlungen, da Adalbero, der letzte Ebersberger verstorben war. Dabei stürzte der Boden des Saales ein und mehrere Personen starben, der spätere Kaiser blieb jedoch unverletzt.
Nachdem das Schloss im Besitz der Kaiserinwitwe Agnes war, gelangte es an den Markgraf Leopold III. Die Ländereien wurden erst durch Burggrafen verwaltet, mit dem Ende des 14. Jahrhunderts an Adelige verpfändet. Von 1495 bis 1519 nutzte Kaiser Maximilian I. es als Jagdschloss. Als der spätere Kaiser Ferdinand I. im Jahr 1521 Erzherzog von Österreich wurde, reiste er aus Spanien an und nahm in Persenbeug und Ybbs die Huldigung der Landstände entgegen. Dabei erhielt Persenbeug das Marktrecht, ein Marktwappen und die Hochgerichtsbarkeit. Schon wenige Jahre später war Persenbeug ein Zentrum des Bauernaufstandes. Die Bauern besetzten fünf Wochen lang das Schloss.
Bis 1593 war es im Besitz des österreichischen Kaiserhauses. Dann wurde es an das Geschlecht der Hoyos verkauft, welches das Schloss zu seiner heutigen Form ausbaute. Am 3. Dezember 1800 kaufte Kaiser Franz I. von Österreich das Schloss und das Gut Persenbeug als freien Privatbesitz. Über mehrere Erbgänge kam die Herrschaft Persenbeug in den Besitz Kaiser Franz Josefs I., der sie im Jahre 1916 an seine Tochter Valerie weitergab, deren Nachkommen sind heute die Eigentümer. Es dient noch heute der Familie Habsburg-Lothringen als Wohnsitz. Eine Besichtigung des Schlosses ist daher nicht möglich.
Kirchlicher Mittelpunkt war lange Zeit Gottsdorf, das bereits 1143 urkundlich erwähnt wurde. Die Kirche Persenbeug wurde im 16. Jahrhundert mit Spenden von Kaiser Maximilian gebaut und 1783 zur Pfarrkirche erhoben.
Zum wirtschaftlichen Aufschwung trug vor allem der Donauverkehr mit Salzniederlage, Urfahrrechten, Wochen- und Jahrmarktsrechten bei. Die Florianikapelle aus dem 15., das Schiffsmeisterhaus aus dem 16. Jahrhundert und das Rathaus mit seiner barocken Fassade von 1740 zeugen von diesem Wohlstand. Eine besondere Bedeutung hatte der Schiffsbau. Der Reeder Matthias Feldmüller baute in der ersten Hälfte des 19. Jahrhunderts eine Werft, die jährlich bis zu vierzig Schiffe produzierte. Dazu waren 250 Knechte und 150 Pferde notwendig. In dieser Zeit fuhren 850 Schiffe pro Jahr stromabwärts nach Wien, 350 wurden mit Pferdekraft wieder stromaufwärts gezogen.
Mit dem Aufkommen der Dampfschifffahrt verlor die Engstelle an der Donau ihren Schrecken. Vollkommen entschärft wurde der Strudengau durch den Bau des Donaukraftwerkes Ybbs-Persenbeug von 1954 bis 1959. Damit ging auch der alte Wunsch nach einer Donauüberquerung in Erfüllung.

## Kultur und Sehenswürdigkeiten

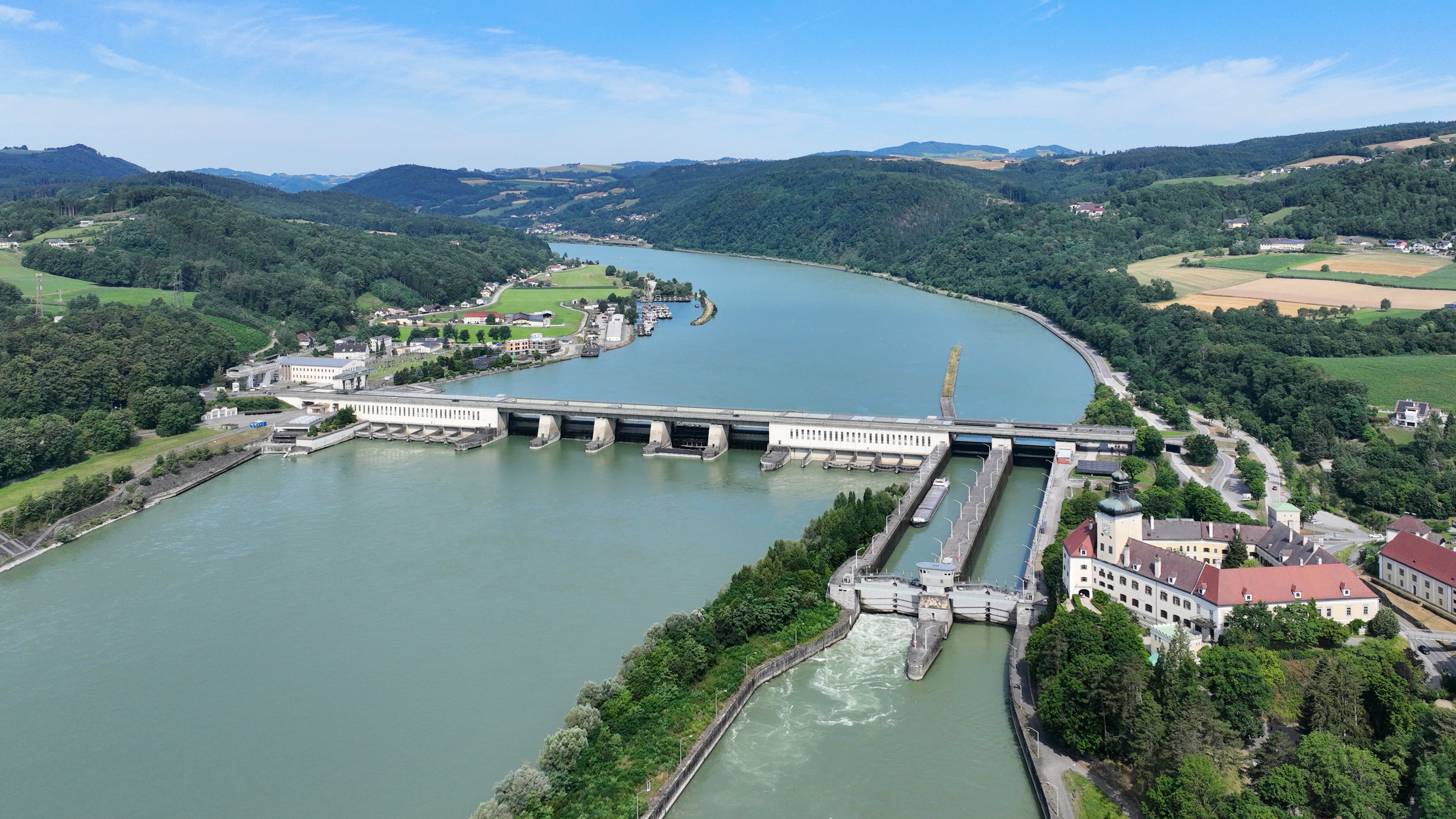
Kraftwerk Ybbs-Persenbeug mit Schloss Persenbeug; ein Teil der Schleusenanlage befindet sich auf dem Gemeindegebiet von Persenbeug-Gottsdorf

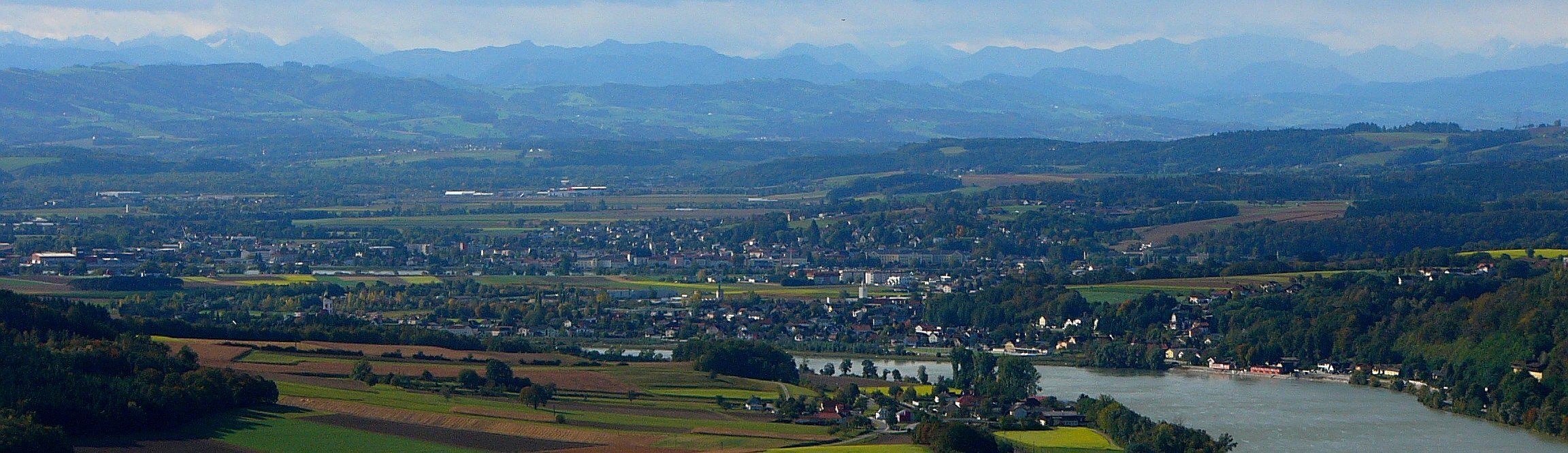
Gemeinde Persenbeug-Gottsdorf von Maria Taferl aus gesehen.

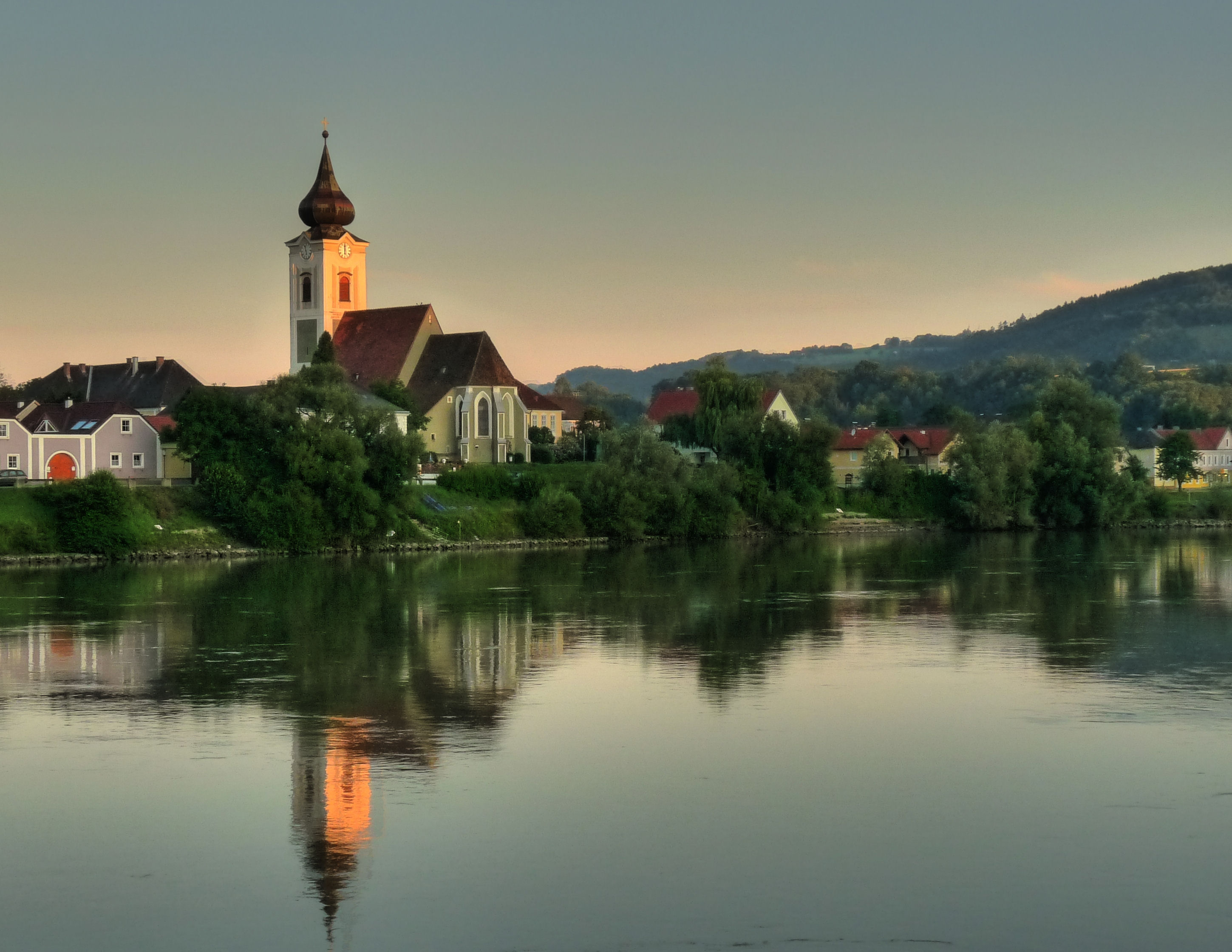
Pfarrkirche Gottsdorf

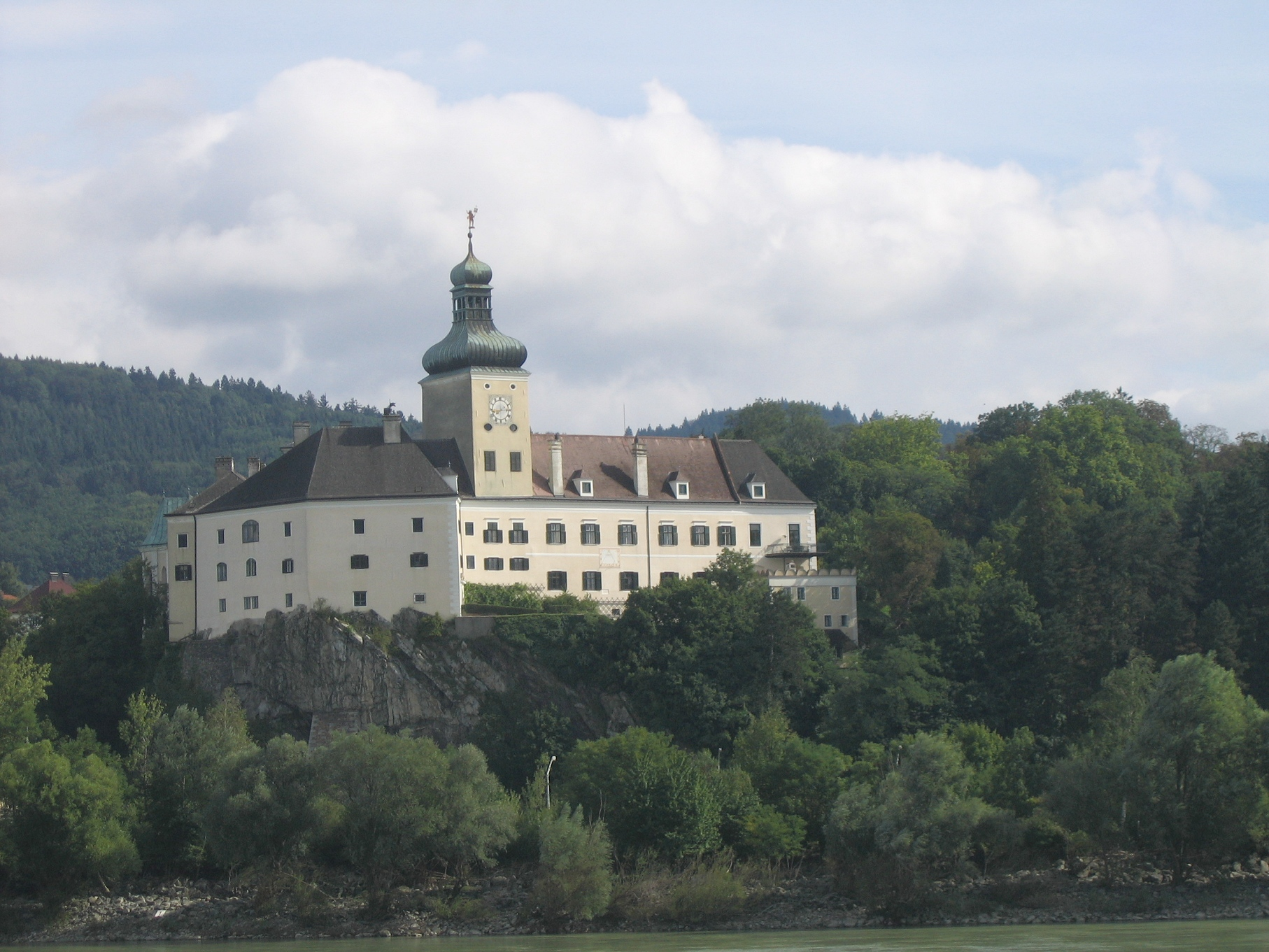
Schloss Persenbeug

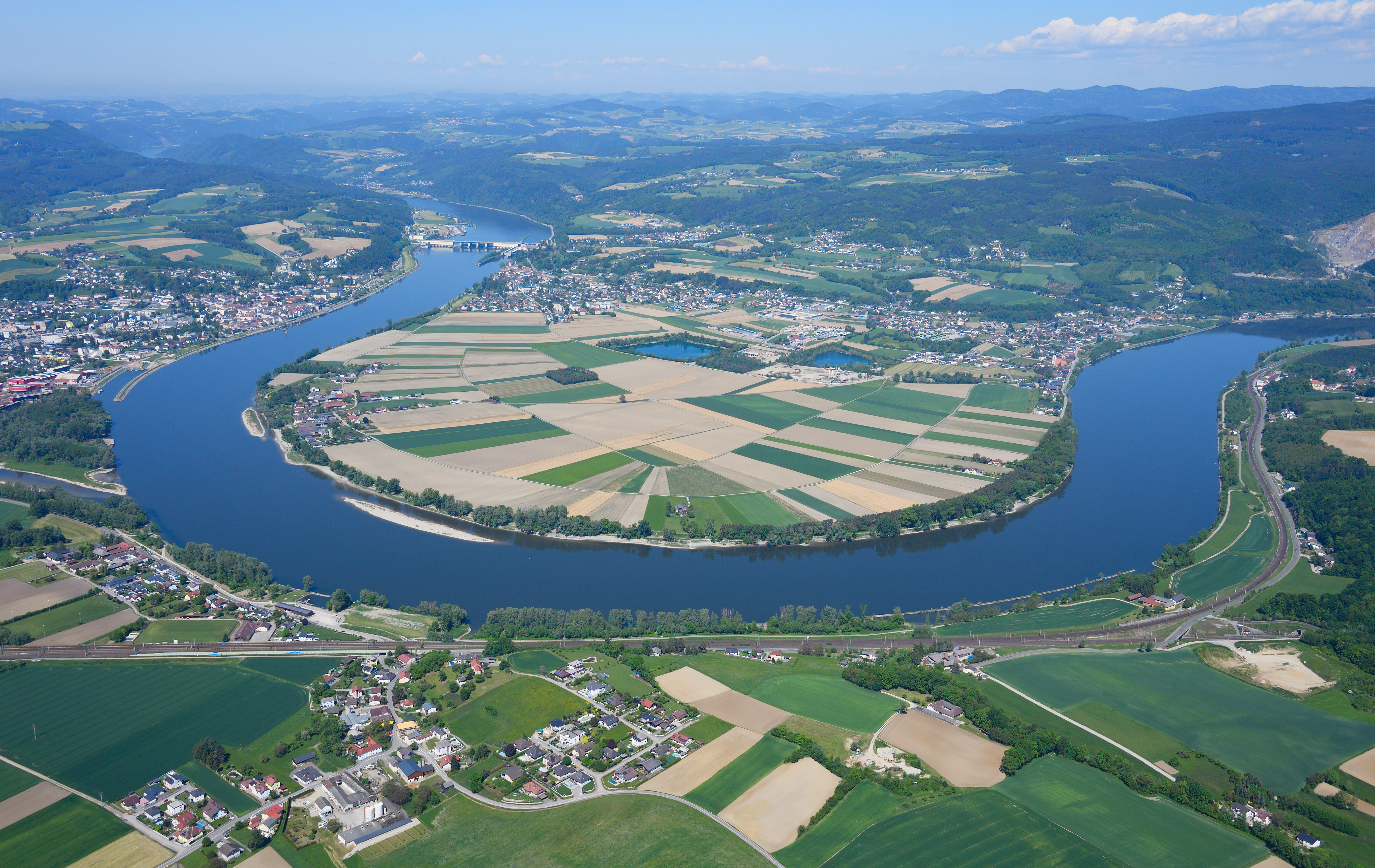
Donauschlinge bei Ybbs

### Bauwerke
- Schloss Persenbeug mit Geburtsstätte zu Kaiser Karls I. von Österreich-Ungarn.
- Katholische Pfarrkirche Gottsdorf Hll. Peter und Paul
- Katholische Pfarrkirche Persenbeug Maria Königin aller Heiligen
- Heimatmuseum Persenbeug
- Kraftwerk Ybbs-Persenbeug

### Sport
- Seit 1949 gibt es den SV Gottsdorf-Marbach-Persenbeug.
- Ein Badeteich mit Beachvolleyballplatz befindet sich in Gottsdorf, in der Nähe der alten Schottergrube.

## Wirtschaft und Infrastruktur

### Wirtschaftssektoren
Von den 19 landwirtschaftlichen Betrieben des Jahres 2010 wurden acht im Haupt-, sieben im Nebenerwerb, drei von juristischen Personen und eine von einer Personengesellschaft geführt. Dieser eine Betrieb bewirtschaftete 97 Prozent der Flächen. Von den 351 Erwerbstätigen im Produktionssektor arbeiteten sechzig Prozent im Baugewerbe und ein Drittel im Bereich Warenherstellung. Die größten Arbeitgeber im Dienstleistungssektor waren die Bereiche soziale und öffentliche Dienste und der Handel.
| Wirtschaftssektor            | Anzahl Betriebe | Anzahl Betriebe | Erwerbstätige | Erwerbstätige |
| Wirtschaftssektor            | 2011            | 2001            | 2011          | 2001          |
| ---------------------------- | --------------- | --------------- | ------------- | ------------- |
| Land- und Forstwirtschaft 1) | 19              | 21              | 44            | 51            |
| Produktion                   | 21              | 25              | 361           | 481           |
| Dienstleistung               | 107             | 71              | 383           | 371           |

1) Betriebe mit Fläche in den Jahren 2010 und 1999

### Arbeitsmarkt, Pendeln
Im Jahr 2011 lebten 1119 Erwerbstätige in Persenbeug-Gottsdorf. Davon arbeiteten 243 in der Gemeinde, mehr als drei Viertel pendelten aus.

## Öffentliche Einrichtungen
In der Gemeinde gibt es einen Kindergarten, eine Volksschule und eine Neue Mittelschule.

## Politik

### Gemeinderat
| Der Gemeinderat hat 21 Mitglieder. - Mit den Gemeinderatswahlen in Niederösterreich 1990 hatte der Gemeinderat folgende Verteilung: 17 SPÖ und 4 ÖVP. - Mit den Gemeinderatswahlen in Niederösterreich 1995 hatte der Gemeinderat folgende Verteilung: 16 SPÖ, 4 ÖVP und 1 FPÖ. - Mit den Gemeinderatswahlen in Niederösterreich 2000 hatte der Gemeinderat folgende Verteilung: 16 SPÖ und 5 ÖVP. - Mit den Gemeinderatswahlen in Niederösterreich 2005 hatte der Gemeinderat folgende Verteilung: 17 SPÖ und 4 ÖVP. - Mit den Gemeinderatswahlen in Niederösterreich 2010 hatte der Gemeinderat folgende Verteilung: 15 SPÖ, 4 Liste Christa Kranzl und 2 ÖVP. - Mit den Gemeinderatswahlen in Niederösterreich 2015 hatte der Gemeinderat folgende Verteilung: 13 SPÖ, 5 Liste Christa Kranzl und 3 ÖVP. - Mit den Gemeinderatswahlen in Niederösterreich 2020 hatte der Gemeinderat folgende Verteilung: 12 SPÖ, 5 Bürgerliste, 4 ÖVP - Mit den Gemeinderatswahlen in Niederösterreich 2025 hat der Gemeinderat folgende Verteilung: 10 SPÖ, 4 Bürgerliste, 3 ÖVP, 2 NEOS und 2 FPÖ | Die zur Anzeige dieser Grafik verwendete Erweiterung wurde dauerhaft deaktiviert. Wir arbeiten aktuell daran, diese und weitere betroffene Grafiken auf ein neues Format umzustellen. (Mehr dazu) |

### Bürgermeister
- bis 2005 Adolf Riegler (SPÖ)
- 2005–2021 Manfred Mitmasser (SPÖ)
- seit 2021 Gerhard Leeb (SPÖ)[18]

## Persönlichkeiten
- Anna Maria Punz (1721–1794), Malerin
- Ferdinand von Wimmer (1860–1919), Beamter, k.k. Finanzminister
- Karl I. (1887–1922), Kaiser von Österreich und König von Ungarn
- Josef Maier (* 1892), vom Volksgericht verurteilt wegen illegaler Betätigung für die NSDAP als Ortsgruppenleiter zur Strafe des schweren Kerkers für die Dauer von zweieinhalb Jahren[19]
- Dora Kahlich-Könner (1905–1970), Anthropologin
- Franz Köck (1931–2015), Politiker
- Christa Kranzl (* 1960), Politikerin

## Sonstiges
Bei einem Kunstdiebstahl im August 2014 in Wien wurden auch zwei Bilder zu Persenbeug gestohlen:
- Josef Dobrowsky: Ybbs an der Donau. Blick auf Schloss Persenbeug (1929).
- Emil Beischläger: Baustelle bei Schloss Persenbeug (Dampframme an der Spundwand für die Schleusen; 1955/1956).